# Бангладесько-бутанські відносини
Бангладесько-бутанські відносини — двосторонні відносини між Бангладеш і Бутаном. Королівство Бутан стало першою державою, що визнала незалежність Бангладеш. На початку 2010-х років ці країни взяли на себе зобов'язання щодо розвитку стратегічного партнерства в таких галузях економіки, як гідроенергетика, вільна торгівля та транспортна інфраструктура. Країни входять в Асоціацію регіонального співробітництва Південної Азії та Ініціативу з багатогалузевого технологічного та економічного співробітництва в Бенгальській затоці. Бангладеш та Індія є єдиними країнами, які мають посольство в Бутані.

## Історія
У 1971 Пакистан зазнав поразки у Війні за незалежність Бангладеш. Вранці 6 грудня 1971 року король Бутану надіслав телеграму виконувачу обов'язків Голови Тимчасового уряду Бангладеш, таким чином Бутан став першою у світі державою, що визнала Бангладеш.

## Торгівля
У 1980 Бутан і Бангладеш підписали двосторонню торговельну угоду про надання одна одній режиму найбільшого сприяння для розвитку торгівлі. Бангладеш імпортував за 2009—2010 роки з Бутану товарів на суму 25 мільйонів доларів США, тоді як експорт Бангладеш у Бутан становив 3 мільйони доларів США. Договір оновлено 2009 року під час офіційного візиту прем'єр-міністра Бангладеш Хасіни Вазед до Тхімпху. 2014 року, під час візиту прем'єр-міністра Бутану Церінга Тобгая до Дакки, Бангладеш звільнив від мита 90 товарів з Бутану.

## Енергетика
Країни розпочали між собою переговори про те, щоб спільно розвивати гідроенергетику в Гімалаях. Бутан потенційно може генерувати понад 50 000 МВт гідроелектроенергії, яка може значною мірою забезпечувати дефіцит електроенергії на ринку Бангладеш. Угода від 2014 року в рамках SAARC щодо інтеграції електричних мереж має полегшити торгівлю електроенергією в регіоні.

## Транспорт
Бутан не має виходу до моря, тому він залюбки використовує бангладеські порти в Читтагонгу, Монґлі та Пайрі, а також Аеропорт Саїдпур, для перевантаження вантажів. SAARC розглядає можливість будівництва внутрішньорегіональної транзитної мережі між Бангладеш, Індією, Непалом і Бутаном. Азійський банк розвитку активно підтримує цю ідею. Ці чотири країни підписали договір з полегшеного переміщення  вантажів, пасажирів і особистого транспорту між ними.

## Інші договори
Бутан і Бангладеш активно співпрацюють у галузі боротьби з повенями після масштабних повеней у Бангладеш 1988 року. Бангладеш надав Бутану значну допомогу після землетрусу 2009 року. Бангладеш пропонує Королівській бутанській армії одну стипендію на курс для навчання в Бангладеському оборонному командно-штабному коледжі. 1986 року країни підписали договір про повітряні перевезення, який дозволяє здійснювати між ними по сім польотів на тиждень. Міжнародний аеропорт «Хазрат Шахджалал» у місті Дакка є focus city компанії Druk Air.